# 拜里施采尔
拜里施采尔是德国巴伐利亚州的一个市镇。总面积79.45平方公里，总人口1589人，其中男性762人，女性827人（2011年12月31日），人口密度20人/平方公里。